# Skinty Fia
Skinty Fia — третий студийный альбом ирландской рок-группы Fontaines D.C.. Он был выпущен 22 апреля 2022 года на лейбле Partisan Records. Как и два предыдущих альбома группы — Dogrel 2019 года и A Hero’s Death 2020 года — Skinty Fia был спродюсирован Дэном Кэри. Его название отсылает к старой ирландской поговорке, которую говорила двоюродная бабушка барабанщика Тома Колла; фраза «Skinty Fia» переводится как «проклятие оленя». И название, и обложка отсылают к вымершему ирландскому лосю, также известному как «гигантский олень».
Skinty Fia стал первым альбомом группы, занявшим первое место в Ирландии и Великобритании. Он достиг второго места в Нидерландах, а также вошел в десятку лучших в Бельгии, Франции, Германии и Швейцарии.
Альбом получил всеобщее признание критиков и принес группе победу в номинации BRIT Awards для международной группы на Brit Awards 2023 года и номинацию «Альбом года» на Choice Music Prize за 2022 год.

## Предыстория
Запись альбома Skinty Fia проходила в 2021 году в Лондоне с постоянным продюсером Дэном Кэри. Песни писались днем, что Чаттен считал здоровым и структурированным процессом, а записывались ночью, чтобы создать атмосферу неопределенности.

## Отзывы
| Совокупная оценка    | Совокупная оценка |
| Источник             | Оценка            |
| -------------------- | ----------------- |
| Metacritic           | 85/100            |
| Оценки критиков      |                   |
| Источник             | Оценка            |
| AllMusic             | [ 9 ]             |
| The A.V. Club        | C+                |
| Clash                | 8/10              |
| DIY                  | [ 12 ]            |
| The Guardian         | [ 13 ]            |
| The Line of Best Fit | 10/10             |
| musicOMH             | [ 15 ]            |
| NME                  | [ 16 ]            |
| Pitchfork            | 8.0/10            |
| The Skinny           | [ 18 ]            |

Альбом получил в основном положительные отзывы от музыкальных журналистов.
Его рейтинг на Metacritic равный 85 из 100 на основе нескольких рецензий означает «всеобщее признание».
The Line of Best Fit поставил альбому отличную оценку 10/10, назвав Skinty Fia «каскадным третьим альбомом, который раскрывает столько же, сколько и продолжает скрывать». New Musical Express назвал Fontaine D.C. «поколенческой группой, [которая] пытается разобраться с наследием». Они дали альбому пять звезд, назвав его «захватывающей коллекцией, которая не похожа ни на что из того, что они делали раньше».
Алексис Петридис, написавший в The Guardian, похвалил группу за то, что она постоянно перевертывает возлагаемые на нее надежды, сказав: «Есть что-то ободряющее в смелом отказе Fontaines DC присоединиться к общим тенденциям, чтобы вместо этого иметь дело с оттенками серого и двусмысленностью. Также есть что-то смелое в их нежелании полагаться на самый непосредственный аспект своего звучания». Он назвал Skinty Fia «более взвешенным и рефлексивным», чем предыдущие пластинки, и в нем «мало примеров их панковского подхода». В итоге он счел альбом очередным скачком вперед для группы и поставил ему четыре звезды из пяти. Pitchfork оценил альбом в 8,0 баллов. Они высоко оценили способность группы прочувствовать отчуждение и изоляцию, сказав: «Зарываясь в особый опыт Fontaines D.C. как чужаков в чужой стране, Skinty Fia в конечном счете обращается к вечным страхам старения, скуки, горечи и нелюбви, которые объединяют всех нас».
Skinty Fia попали во многие списки лучших альбомов конца года. New Musical Express присудил группе награду «Лучшая группа мира» в 2022 году, а также поставил Skinty Fia на 4 место в списке «50 лучших альбомов 2022 года». The Guardian поставил его на 9 место в списке 50 лучших альбомов года. Skinty Fia был также номинирован на Премию Айвора Новелло в категории «Лучший альбом».

## Список композиций
| №                   | Название                    | Длительность |
| ------------------- | --------------------------- | ------------ |
| 1.                  | «In ár gCroíthe go deo»     | 5:59         |
| 2.                  | «Big Shot»                  | 4:13         |
| 3.                  | «How Cold Love Is»          | 3:24         |
| 4.                  | «Jackie Down the Line»      | 4:01         |
| 5.                  | «Bloomsday»                 | 4:30         |
| 6.                  | «Roman Holiday»             | 4:28         |
| 7.                  | «The Couple Across the Way» | 3:56         |
| 8.                  | «Skinty Fia»                | 3:55         |
| 9.                  | «I Love You»                | 5:05         |
| 10.                 | «Nabokov»                   | 5:21         |
| Общая длительность: | Общая длительность:         | 44:52        |

| №                   | Название                                                          | Длительность |
| ------------------- | ----------------------------------------------------------------- | ------------ |
| 11.                 | «I Love You» (концертное исполнение в Александра-паласе (Лондон)) | 4:52         |
| Общая длительность: | Общая длительность:                                               | 49:52        |

| №  | Название                                                           | Длительность |
| -- | ------------------------------------------------------------------ | ------------ |
| 1. | «Big Shot» (концертное исполнение на фестивале Гластонбери (2022)) | 3:39         |
| 2. | «Jackie Down the Line» (Skinty Fia sessions)                       | 4:38         |
| 3. | «Roman Holiday» (Skinty Fia sessions)                              | 3:52         |
| 4. | «I Love You» (Skinty Fia sessions)                                 | 4:34         |
| 5. | «One» (Skinty Fia sessions)                                        | 3:34         |
| 6. | «Twinkle» (Skinty Fia sessions)                                    | 4:45         |
| 7. | «The Couple Across the Way» (Skinty Fia sessions)                  | 3:48         |
| 8. | «In ár gCroíthe go deo» (ремикс Orbital)                           | 5:57         |

## Чарты

### Еженедельные чарты
| Чарт (2022)                                  | Высшая позиция |
| -------------------------------------------- | -------------- |
| Австралия (ARIA)                             | 24             |
| Австрия (Ö3 Austria)                         | 20             |
| Бельгия/Фландрия (Ultratop)                  | 4              |
| Бельгия/Валлония (Ultratop)                  | 3              |
| Дания (Hitlisten)                            | 33             |
| Нидерланды (Album Top 100)                   | 2              |
| Франция (SNEP)                               | 7              |
| Германия (Offizielle Top 100)                | 5              |
| Ирландия (IRMA)                              | 1              |
| Италия (FIMI)                                | 12             |
| Новая Зеландия (RMNZ)                        | 22             |
| Шотландия (Scottish Albums Chart)            | 1              |
| Испания (PROMUSICAE)                         | 26             |
| Швейцария (Schweizer Hitparade)              | 9              |
| Великобритания (UK Albums Chart)             | 1              |
| Великобритания (UK Independent Albums Chart) | 1              |
| США (Billboard Top Heatseekers Albums)       | 3              |

## Сертификации
| Регион                                                                      | Сертификация | Продажи |
| --------------------------------------------------------------------------- | ------------ | ------- |
| Великобритания (BPI)                                                        | Серебряный   | 60 000  |
| Данные о продажах + прослушиваниях приведены только на основе сертификации. |              |         |